# Koen Casteels
Koen Casteels (Bonheiden, 25 giugno 1992) è un calciatore belga, portiere dell'Al-Qadisiya e della nazionale belga.

## Carriera

### Club

#### Hoffenheim
Nel 2011 viene acquistato dall'Hoffenheim dopo essere cresciuto nelle giovanili del Genk.

#### Wolfsburg
Nell'estate del 2015 il Wolfsburg lo acquista a titolo definito, per poi darlo in prestito al Werder Brema. Poco dopo però s'infortuna il portiere titolare Diego Benaglio, e Casteels viene richiamato per sostituirlo. Complice l'infortunio del compagno di reparto, il 17 febbraio 2016 Casteels fa il proprio debutto in Champions League nel match esterno contro il Gent. Grazie anche al suo contributo, il Wolfsburg riesce ad avere la meglio nel doppio confronto e a qualificarsi ai quarti di finale.
Dopo l'addio di Benaglio al club tedesco, diviene ufficialmente il titolare. Da lì in poi. il belga diverrà un punto fermo della rosa. Il 2 settembre 2023 annuncia la separazione dal club tedesco a fine stagione.

#### Al-Qadisiya
Il 10 giugno 2024 viene annunciato il suo ingaggio da parte dell'Al-Qadisiya, squadra neopromossa in Saudi Professional League. Il giocatore firma un contratto triennale con decorrenza dal 1º luglio dello stesso anno.

### Nazionale
Negli Europei Under-19 del 2011 ha giocato una partita; tra il 2011 ed il 2013 ha giocato 4 partite di qualificazione agli Europei Under-21.
Casteels è stato convocato per la prima volta nella squadra maggiore del Belgio nel maggio 2013. Stava per far parte della rosa belga dei mondiali di Brasile 2014 ma non è riuscito a riprendersi da un infortunio.
Senza ancora aver debuttato in nazionale maggiore, viene convocato per i Mondiali di Russia 2018 come terzo portiere, ottenendo il terzo posto. Il debutto arriva due anni dopo l'8 settembre 2020 contro l'Islanda.
Due anni dopo è la riserva di Courtois al mondiale 2022, ma il CT Domenico Tedesco, a causa di alcuni screzi con Courtois che spingono il portiere a lasciare la nazionale, diventa titolare dei Diavoli Rossi a euro 2024, dove è uno dei migliori del Belgio, uscito agli ottavi. L'esonero di Tedesco e il ritorno di Courtois in nazionale portano Casteels a tornare secondo portiere, decisione mal digerita dall'ex numero 1 belga.

## Statistiche

### Presenze e reti nei club
Statistiche aggiornate al 30 maggio 2025.
| Stagione          | Squadra           | Campionato        | Campionato | Campionato | Coppe nazionali | Coppe nazionali | Coppe nazionali | Coppe continentali | Coppe continentali | Coppe continentali | Altre coppe | Altre coppe | Altre coppe | Totale | Totale |
| Stagione          | Squadra           | Comp              | Pres       | Reti       | Comp            | Pres            | Reti            | Comp               | Pres               | Reti               | Comp        | Pres        | Reti        | Pres   | Reti   |
| ----------------- | ----------------- | ----------------- | ---------- | ---------- | --------------- | --------------- | --------------- | ------------------ | ------------------ | ------------------ | ----------- | ----------- | ----------- | ------ | ------ |
| 2012-2013         | Hoffenheim        | BL                | 16+2       | -33 + -2   | CG              | -               | -               | -                  | -                  | -                  | -           | -           | -           | 18     | -35    |
| 2013-2014         | Hoffenheim        | BL                | 23         | -53        | CG              | 2               | -3              | -                  | -                  | -                  | -           | -           | -           | 25     | -56    |
| Totale Hoffenheim | Totale Hoffenheim | Totale Hoffenheim | 39+2       | -86 + -2   |                 | 2               | -3              |                    | -                  | -                  |             | -           | -           | 43     | -91    |
| 2014-2015         | Werder Brema      | BL                | 6          | -8         | CG              | 1               | -3              | -                  | -                  | -                  | -           | -           | -           | 7      | -11    |
| 2015-2016         | Wolfsburg         | BL                | 13         | -10        | CG              | 1               | -1              | UCL                | 2                  | -2                 | SG          | 1           | -1          | 17     | -14    |
| 2016-2017         | Wolfsburg         | BL                | 20+2       | -30 + 0    | CG              | 2               | -2              | -                  | -                  | -                  | -           | -           | -           | 24     | -32    |
| 2017-2018         | Wolfsburg         | BL                | 34+2       | -48 + -1   | CG              | 3               | -1              | -                  | -                  | -                  | -           | -           | -           | 39     | -50    |
| 2018-2019         | Wolfsburg         | BL                | 26         | -39        | CG              | 3               | -1              | -                  | -                  | -                  | -           | -           | -           | 29     | -40    |
| 2019-2020         | Wolfsburg         | BL                | 26         | -38        | CG              | 1               | -3              | UEL                | 5                  | -6                 | -           | -           | -           | 32     | -47    |
| 2020-2021         | Wolfsburg         | BL                | 32         | -33        | CG              | 3               | -2              | UEL                | 2                  | 0                  | -           | -           | -           | 35     | -35    |
| 2021-2022         | Wolfsburg         | BL                | 28         | -40        | CG              | 1               | -2              | UCL                | 5                  | -8                 | -           | -           | -           | 34     | -50    |
| 2022-2023         | Wolfsburg         | BL                | 34         | -48        | CG              | 2               | -1              | -                  | -                  | -                  | -           | -           | -           | 36     | -49    |
| 2023-2024         | Wolfsburg         | BL                | 25         | -39        | CG              | 2               | -1              | -                  | -                  | -                  | -           | -           | -           | 27     | -40    |
| Totale Wolfsburg  | Totale Wolfsburg  | Totale Wolfsburg  | 238+4      | -325 + -1  |                 | 18              | -14             |                    | 14                 | -16                |             | 1           | -1          | 275    | -357   |
| 2024-2025         | Al-Qadisiya       | SPL               | 33         | -29        | KC              | 4               | -4              | -                  | -                  | -                  | -           | -           | -           | 37     | -33    |
| Totale carriera   | Totale carriera   | Totale carriera   | 322        | -451       |                 | 25              | -24             |                    | 14                 | -16                |             | 1           | -1          | 362    | -492   |

### Cronologia presenze e reti in nazionale
| Cronologia completa delle presenze e delle reti in nazionale ― Belgio | Cronologia completa delle presenze e delle reti in nazionale ― Belgio | Cronologia completa delle presenze e delle reti in nazionale ― Belgio | Cronologia completa delle presenze e delle reti in nazionale ― Belgio | Cronologia completa delle presenze e delle reti in nazionale ― Belgio | Cronologia completa delle presenze e delle reti in nazionale ― Belgio | Cronologia completa delle presenze e delle reti in nazionale ― Belgio | Cronologia completa delle presenze e delle reti in nazionale ― Belgio |
| Data                                                                  | Città                                                                 | In casa                                                               | Risultato                                                             | Ospiti                                                                | Competizione                                                          | Reti                                                                  | Note                                                                  |
| --------------------------------------------------------------------- | --------------------------------------------------------------------- | --------------------------------------------------------------------- | --------------------------------------------------------------------- | --------------------------------------------------------------------- | --------------------------------------------------------------------- | --------------------------------------------------------------------- | --------------------------------------------------------------------- |
| 8-9-2020                                                              | Bruxelles                                                             | Belgio                                                                | 5 – 1                                                                 | Islanda                                                               | UEFA Nations League 2020-2021 - 1º turno                              | -1                                                                    | 55’                                                                   |
| 8-9-2021                                                              | Kazan'                                                                | Bielorussia                                                           | 0 – 1                                                                 | Belgio                                                                | Qual. Mondiali 2022                                                   | -                                                                     |                                                                       |
| 16-11-2021                                                            | Cardiff                                                               | Galles                                                                | 1 – 1                                                                 | Belgio                                                                | Qual. Mondiali 2022                                                   | -1                                                                    |                                                                       |
| 11-6-2022                                                             | Cardiff                                                               | Galles                                                                | 1 – 1                                                                 | Belgio                                                                | UEFA Nations League 2022-2023 - 1º turno                              | -1                                                                    |                                                                       |
| 28-3-2023                                                             | Colonia                                                               | Germania                                                              | 2 – 3                                                                 | Belgio                                                                | Amichevole                                                            | -2                                                                    |                                                                       |
| 9-9-2023                                                              | Mərdəkan                                                              | Azerbaigian                                                           | 0 – 1                                                                 | Belgio                                                                | Qual. Euro 2024                                                       | -                                                                     |                                                                       |
| 12-9-2023                                                             | Bruxelles                                                             | Belgio                                                                | 5 – 0                                                                 | Estonia                                                               | Qual. Euro 2024                                                       | -                                                                     |                                                                       |
| 19-11-2023                                                            | Bruxelles                                                             | Belgio                                                                | 5 – 0                                                                 | Azerbaigian                                                           | Qual. Euro 2024                                                       | -                                                                     |                                                                       |
| 5-6-2024                                                              | Bruxelles                                                             | Belgio                                                                | 2 – 0                                                                 | Montenegro                                                            | Amichevole                                                            | -                                                                     |                                                                       |
| 8-6-2024                                                              | Bruxelles                                                             | Belgio                                                                | 3 – 0                                                                 | Lussemburgo                                                           | Amichevole                                                            | -                                                                     |                                                                       |
| 17-6-2024                                                             | Francoforte sul Meno                                                  | Belgio                                                                | 0 – 1                                                                 | Slovacchia                                                            | Euro 2024 - 1º turno                                                  | -1                                                                    |                                                                       |
| 22-6-2024                                                             | Colonia                                                               | Belgio                                                                | 2 – 0                                                                 | Romania                                                               | Euro 2024 - 1º turno                                                  | -                                                                     |                                                                       |
| 26-6-2024                                                             | Stoccarda                                                             | Ucraina                                                               | 0 – 0                                                                 | Belgio                                                                | Euro 2024 - 1º turno                                                  | -                                                                     |                                                                       |
| 1-7-2024                                                              | Düsseldorf                                                            | Francia                                                               | 1 – 0                                                                 | Belgio                                                                | Euro 2024 - Ottavi di finale                                          | -1                                                                    |                                                                       |
| 6-9-2024                                                              | Debrecen                                                              | Belgio                                                                | 3 – 1                                                                 | Israele                                                               | UEFA Nations League 2024-2025 - 1º turno                              | -1                                                                    |                                                                       |
| 9-9-2024                                                              | Lione                                                                 | Francia                                                               | 2 – 0                                                                 | Belgio                                                                | UEFA Nations League 2024-2025 - 1º turno                              | -2                                                                    |                                                                       |
| 10-10-2024                                                            | Roma                                                                  | Italia                                                                | 2 – 2                                                                 | Belgio                                                                | UEFA Nations League 2024-2025 - 1º turno                              | -2                                                                    |                                                                       |
| 14-10-2024                                                            | Bruxelles                                                             | Belgio                                                                | 1 – 2                                                                 | Francia                                                               | UEFA Nations League 2024-2025 - 1º turno                              | -2                                                                    |                                                                       |
| 14-11-2024                                                            | Bruxelles                                                             | Belgio                                                                | 0 – 1                                                                 | Italia                                                                | UEFA Nations League 2024-2025 - 1º turno                              | -1                                                                    |                                                                       |
| 17-11-2024                                                            | Budapest                                                              | Israele                                                               | 1 – 0                                                                 | Belgio                                                                | UEFA Nations League 2024-2025 - 1º turno                              | -1                                                                    |                                                                       |
| Totale                                                                |                                                                       | Presenze                                                              | 20                                                                    |                                                                       | Reti                                                                  | -16                                                                   |                                                                       |

## Palmares

### Club

#### Competizioni nazionali
- Supercoppa di Germania: 1

Wolfsburg: 2015